# Zbigniew Nienacki

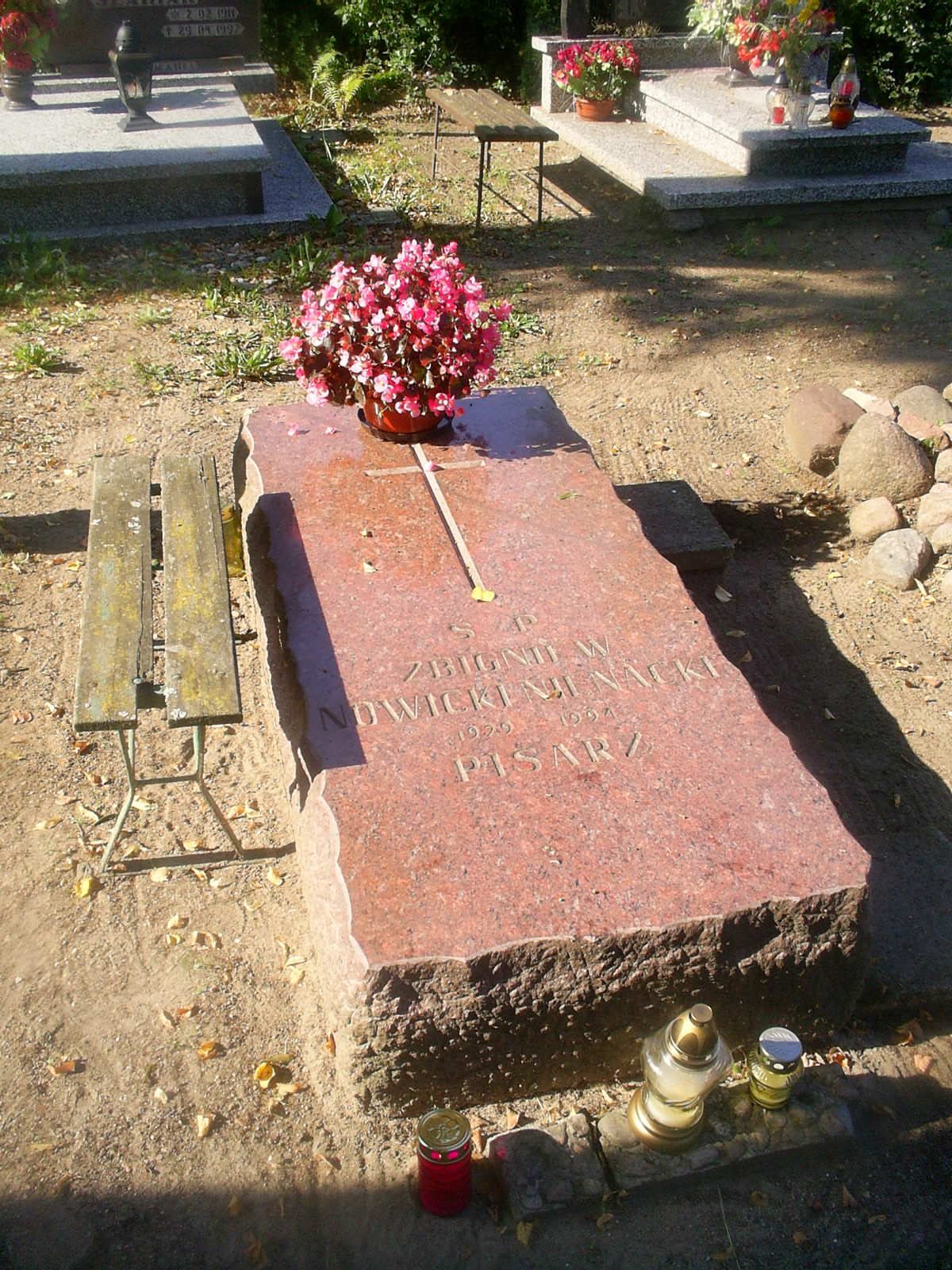
Grób Zbigniewa Nienackiego w Jerzwałdzie

Zbigniew Nienacki, właśc. Zbigniew Tomasz Nowicki (ur. 1 stycznia 1929 w Łodzi, zm. 23 września 1994 w Morągu) – polski pisarz i dziennikarz. Największą sławę przyniosła mu seria powieści dla młodzieży o przygodach Pana Samochodzika, muzealnika-detektywa. Opinię pisarza kontrowersyjnego i niestroniącego od erotyki zawdzięcza powieściom dla dorosłych, między innymi Raz w roku w Skiroławkach oraz powieści historycznej Dagome iudex.

## Życiorys
Syn Jana i Cecylii z Daneckich. Ojciec był archiwistą, a matka nauczycielką. W 1940 został przez Niemców wraz z rodziną wysiedlony do Słupi Skierniewickiej, pracował fizycznie. Po wojnie powrócił z rodziną do Łodzi i w styczniu 1945 do przedwojennego mieszkania. Niebawem rozpoczął naukę w Liceum Ogólnokształcącym nr 3.
Zadebiutował w wieku 17 lat. W 1946 napisał pierwszą powieść dla młodzieży Związek poszukiwaczy skarbów, która była drukowana w odcinkach w tygodniku Przyjaciel. Drukował też wiersze w Kuźnicy i w Szpilkach.
W 1948 ukończył szkołę i wyjechał do Szklarskiej Poręby, gdzie krótko pracował jako wychowawca w domu Towarzystwa Przyjaciół Dzieci. W tym samym roku rozpoczął studia w Państwowej Wyższej Szkole Filmowej w Łodzi. Rok później otrzymał stypendium i zaczął studiować scenopisarstwo w Wszechzwiązkowym Państwowym Instytucie Kinematografii w Moskwie. Ze studiów w Moskwie usunięto go karnie i odesłano do Polski w 1950, za czyn opisany jako „postawa antystalinowska”. Wtedy wstrzymano druk w „Czytelniku” jego pierwszej książki Chłopcy, pisarza usunięto ze studiów, a ojca wyrzucono z pracy.
Po pewnym czasie otrzymał etat redaktora w Głosie Robotniczym, gdzie pracował do 1958 (do szkoły filmowej ponownie go nie przyjęto). W tym okresie zaczął się posługiwać pseudonimem Zbigniew Nienacki. W 1952 ożenił się z Heleną Dąbską, a w 1953 urodził się im syn Marek (był lekarzem, zmarł w 1999). W 1964 zostawił żonę i syna, by realizować karierę pisarza. Przełomem w życiu i twórczości pisarza było w 1967 jego przeprowadzenie się do Jerzwałdu niedaleko Iławy, gdzie związał się z Alicją Janeczek.
W 1957 wydał powieść Uroczysko, którą uważał za swój właściwy debiut. W latach 1954–1964 pracował w tygodniku „Odgłosy”, gdzie kierował działem reportażu, potem działem filmowym, a na koniec działem kobiecym. Owocem tej pracy był tom reportaży Ucieczka z przedmieścia. W 1958 na łamach „Odgłosów” opublikował powieść w odcinkach Zabójstwo Herakliusza Pronobisa.
W 1960 wydał Skarb Atanaryka, w 1961 Pozwolenie na przywóz lwa i Worek Judaszów, a w 1962 w Głosie Robotniczym powieść w odcinkach Wąż morski. W 1961 opublikował Laseczkę i tajemnicę, w 1963 Podniesienie, a w 1964 Z głębokości oraz powieść dla młodzieży Wyspa Złoczyńców, która stała się początkiem serii książek o Panu Samochodziku.
W latach 1962–1965 pełnił funkcję ławnika sądowego w Wydziale Karnym Sądu Rejonowego w Łodzi. Pokłosiem tej działalności było wydane w 1965 Sumienie. W 1962 został członkiem Związku Literatów Polskich, a w 1964 otrzymał nagrodę miasta Łodzi za Podniesienie i Worek Judaszów. W 1966 otrzymał kolejną nagrodę za powieść Liście dębu (pierwotny tytuł Święta miłość), której tom I ukazał się drukiem w 1967, a tom II w 1969. W 1966 wydał kolejną książkę młodzieżową Pan Samochodzik i templariusze, a w 1967 Księgę strachów.
W 1969 wydał Niesamowity dwór, w 1970 Nowe przygody Pana Samochodzika, w 1971 powieść dla dorosłych Mężczyzna czterdziestoletni, a w 1975 Pan Samochodzik i tajemnica tajemnic.
Trzecim, obok książek dla dorosłych i dla młodzieży, nurtem twórczości pisarza były sztuki teatralne. W 1961 napisał „Termitierę”, w 1963 „Golem”, „Myszy króla Popiela” i „Styks” (druk: 1966), w 1966 „Opowieść o Bielinku”, w 1967 „Miejsce dla żywych” (nie wystawiono jej), w 1968 „Nekropolis”; w latach sześćdziesiątych napisał też „Na Kasjopei zaraza”. W 2004 zostały one wydane łącznie w formie książki pt. Sztuki teatralne (Wydawnictwo Rzecz Kultowa).
Przygotował widowiska telewizyjne: „Krwawa ręka” (1967) i „Dziewięć złotych naczyń” (1968). Na podstawie „Podniesienia” opracował słuchowisko radiowe „Bielinek”. Ponadto malował i rzeźbił.
Pisarz tworzył kolejne powieści młodzieżowe o Panu Samochodziku, a jednocześnie swoje najbardziej znane książki dla dorosłych: „Uwodziciel” (1979), „Raz w roku w Skiroławkach”, tom 1–2 (1983), „Wielki las” (1987) i „Dagome iudex”, tom 1–3 (1989–1990). Tę ostatnią, napisaną w gatunku fantasy powieść, uważał za najlepszą w swoim dorobku literackim.
W 1977 w plebiscycie czytelników Płomyka otrzymał „Orle Pióro”. W 1988 „Wielki las” wyróżniono nagrodą Stowarzyszenia Księgarzy Polskich, a w 1991 pisarza uhonorowano nagrodą za twórczość dla dzieci i młodzieży. Kilka powieści Zbigniewa Nienackiego doczekało się adaptacji filmowej. Stanisław Jędryka w 1965 nakręcił „Wyspę złoczyńców”, Jerzy Passendorfer „Akcję Brutus” według „Worka Judaszów”, a w telewizji pojawił się serial „Samochodzik i templariusze” ze Stanisławem Mikulskim w roli głównej. Z kolei Janusz Kidawa nakręcił film „Pan Samochodzik i niesamowity dwór”, Kazimierz Tarnas „Pan Samochodzik i praskie tajemnice” (filmowa wersja „Tajemnicy tajemnic”), a w 1991 Janusz Kidawa „Latające machiny kontra Pan Samochodzik” (filmowa wersja „Złotej rękawicy”).
Jego książki przełożono na wiele języków: niemiecki, rosyjski, ukraiński, czeski, słowacki, bułgarski, węgierski, gruziński, ormiański, baszkirski i kirgiski. W 2024 roku powieści z serii Pan Samochodzik zaczęły się ukazywać również w języku angielskim.
Twierdził, że w latach 40. XX wieku działał z Urzędem Bezpieczeństwa Publicznego zwalczając żołnierzy podziemia antykomunistycznego. Był członkiem Polskiej Zjednoczonej Partii Robotniczej (od 1962), Ochotniczej Rezerwy Milicji Obywatelskiej (od 1963), Patriotycznego Ruchu Odrodzenia Narodowego (od 1982). W latach 60. XX wieku zasiadał w Wojewódzkiej Radzie Narodowej w Łodzi. W latach 80. XX wieku w lokalnej prasie pisał artykuły krytykujące NSZZ „Solidarność”. Po wprowadzeniu stanu wojennego w 1981 publicznie wyrażał swoje poparcie dla Prezesa Rady Ministrów gen. armii Wojciecha Jaruzelskiego i Wojskowej Rady Ocalenia Narodowego. Był kontaktem operacyjnym Służby Bezpieczeństwa pod pseudonimem „Eremita”.
Po śmierci pisarza serię o Panu Samochodziku kontynuują inni autorzy.
Od 2013 skupiające miłośników twórczości Zbigniewa Nienackiego Forum Miłośników Pana Samochodzika organizuje konkurs na najlepszą Samochodzikową Książkę Roku. 16 listopada 2018 na wniosek przedstawicieli Forum Miłośników Pana Samochodzika, w Alei Żeglarskiej w Iławie została odsłonięta tablica pamiątkowa poświęcona pisarzowi.
W 2021 warszawskie Orphan Studio zawarło z wnukiem Zbigniewa Nienackiego, jedynym spadkobiercą pisarza, umowę na wyłączne prawa do filmowych i serialowych adaptacji jego książek. W ramach tej umowy w kwietniu 2022 platforma streamingowa Netflix poinformowała o rozpoczęciu prac nad ekranizacją powieści Pan Samochodzik i templariusze według scenariusza Bartosza Sztybora i w reżyserii Antoniego Nykowskiego. Premiera miała miejsce 12 lipca 2023.
W październiku 2024, staraniem wydawnictwa Siedmioróg, ukazał się pierwszy tom komiksu na podstawie powieści Uroczysko pt. Uroczysko - Tajemnice kurhanu, a w maju 2025, tom drugi zatytułowany Uroczysko - Diabelskie sprawki. Autorem komiksu jest Mieczysław Sarna. W przygotowaniu jest ostatni tom pt. Uroczysko - Skarby i sekrety.

## Twórczość

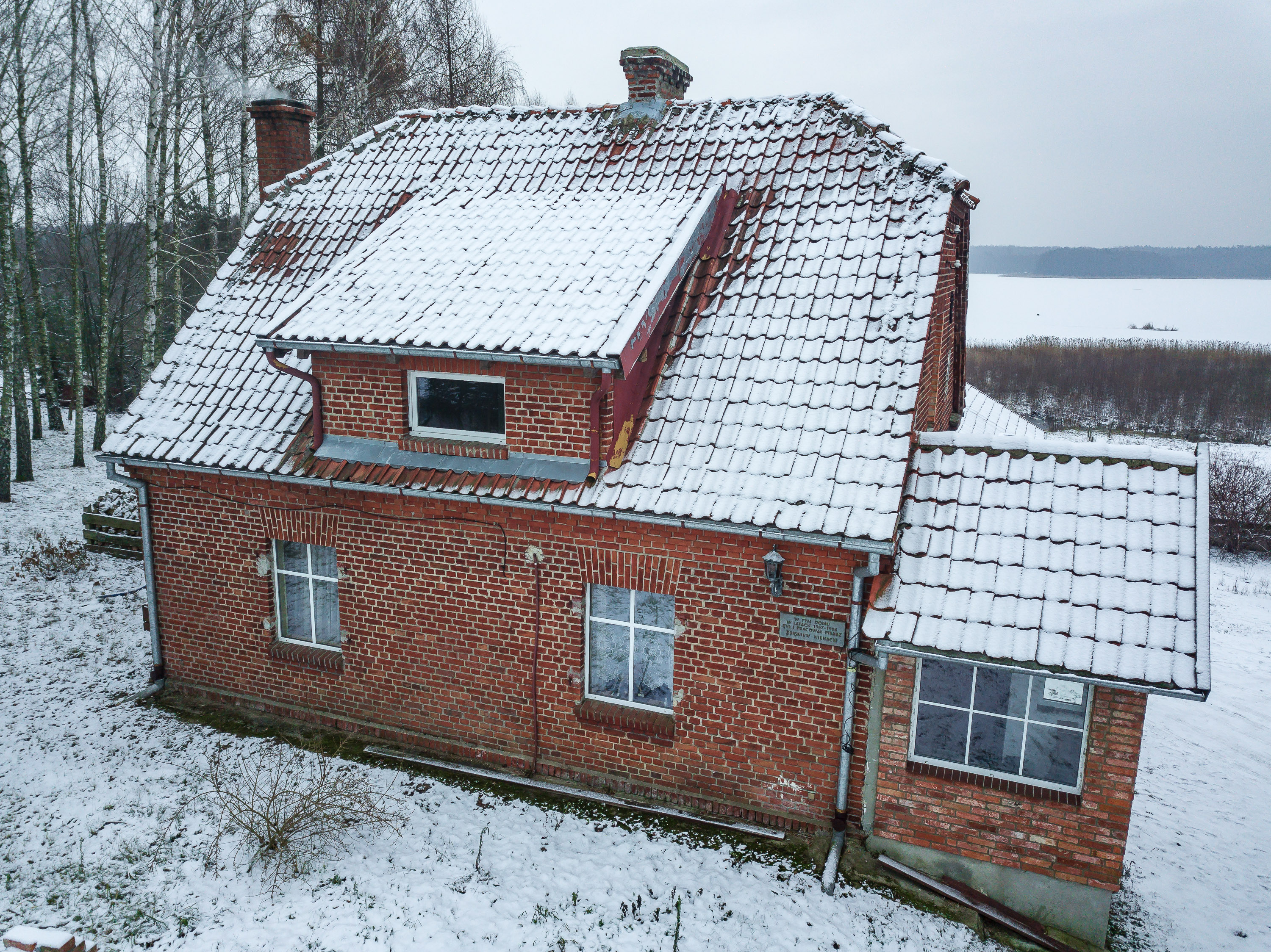
Dom Zbigniewa Nienackiego w Jerzwałdzie

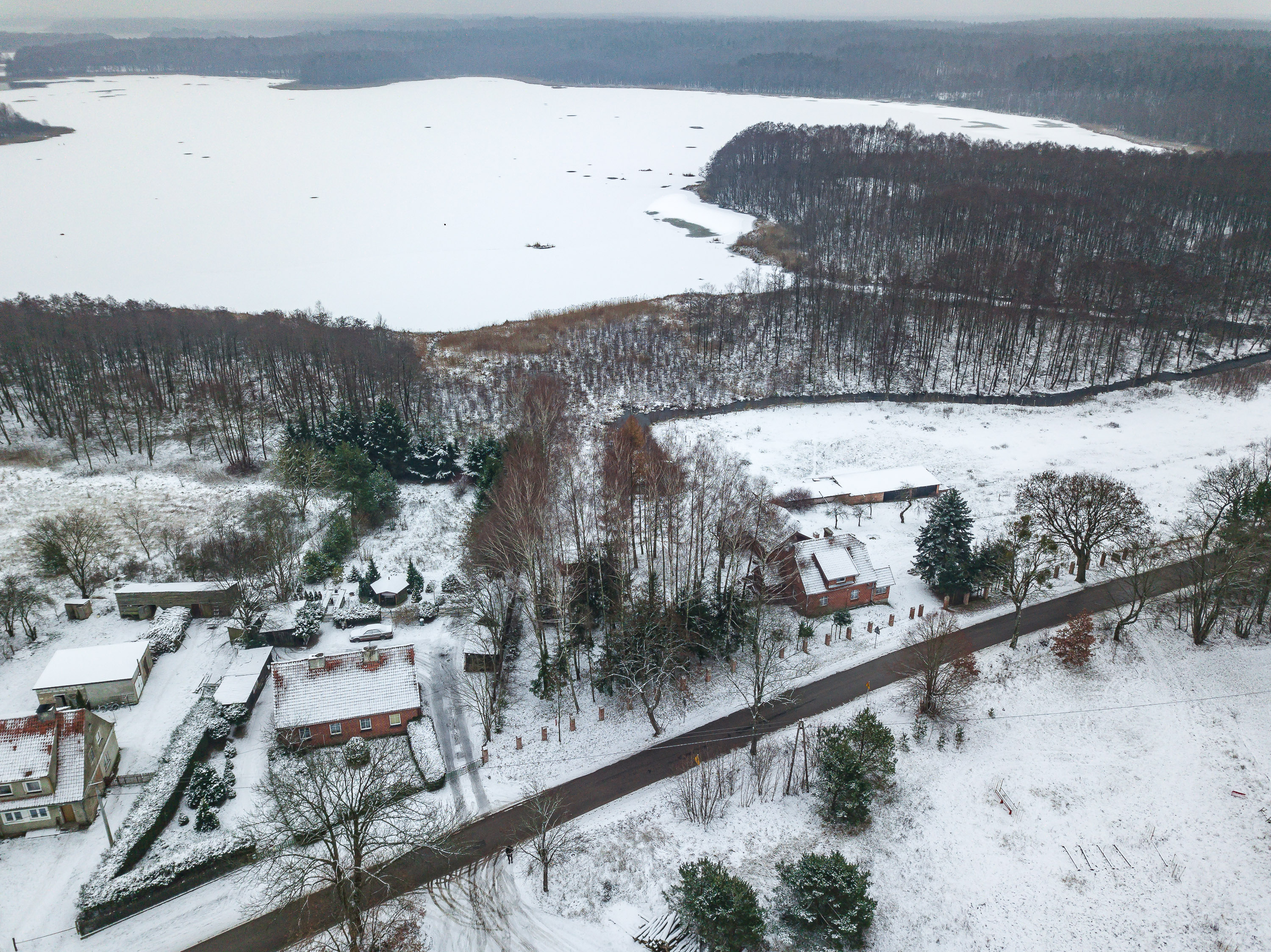
Dom Zbigniewa Nienackiego w Jerzwałdzie nad Jeziorakiem

### Seria o Panu Samochodziku
Kolejność zgodna z wewnętrzną chronologią cyklu (nie według pierwszych wydań):
- Pozwolenie na przywóz lwa (nowy tytuł: Pierwsza przygoda Pana Samochodzika) (1961)
- Uroczysko (nowy tytuł: Pan Samochodzik i święty relikwiarz) (1957)
- Skarb Atanaryka (nowy tytuł: Pan Samochodzik i skarb Atanaryka) (1960)
- Wyspa Złoczyńców (nowy tytuł: Pan Samochodzik i Wyspa Złoczyńców) (1964)
- Pan Samochodzik i templariusze (1966)
- Księga strachów (nowy tytuł: Pan Samochodzik i dziwne szachownice) (1967)
- Niesamowity dwór (nowy tytuł: Pan Samochodzik i niesamowity dwór) (1969)
- Nowe przygody Pana Samochodzika (nowy tytuł: Pan Samochodzik i Kapitan Nemo) (1970)
- Pan Samochodzik i zagadki Fromborka (1972)
- Pan Samochodzik i Fantomas (1973)
- Pan Samochodzik i tajemnica tajemnic (1975)
- Pan Samochodzik i Winnetou (1976)
- Pan Samochodzik i Niewidzialni (1977)
- Pan Samochodzik i złota rękawica (1979)
- Pan Samochodzik i człowiek z UFO (nowy tytuł: Pan Samochodzik i Nieśmiertelny) (1985)
- Pan Samochodzik i nieuchwytny kolekcjoner (1997) (książka dokończona przez Jerzego Ignaciuka)
- Pan Samochodzik i testament rycerza Jędrzeja (1997) (zaadaptowany tekst Zabójstwo Herakliusza Pronobisa – 1958 – przez Jerzego Ignaciuka – pierwotny tekst nie ma nic wspólnego z Panem Samochodzikiem)

### Powieści dla dorosłych
- Worek Judaszów (1961)[17]
- Podniesienie (1963)[18]
- Laseczka i tajemnica (1963)[19]
- Z głębokości (1964)[20]
- Sumienie (1965)[21]
- Liście dębu (t. 1 – 1967[22], t. 2 – 1969[23])
- Mężczyzna czterdziestoletni (1971)[24]
- Uwodziciel (1978)[25]
- Raz w roku w Skiroławkach (tom 1 i 2 – 1983)
- Wielki las (1987)
- Dagome iudex (wydane także jako Historia sekretna) (1989–1990)

### Sztuki
- Termitiera (1962)[26]
- Golem (1963)[27]
- Styks (1966)[28]
- Opowieść o Bielinku (1966)[29]
- Sztuki teatralne (2004, Wydawnictwo Rzecz Kultowa, 312 ss.) ISBN 83-917707-1-0[30]

### Filmografia
- Wyspa złoczyńców (film, 1965) – scenariusz
- Z przygodą na ty (serial tv, 1966) – scenariusz
- Wyprawa odważnych (odc. 6) w: Z przygodą na ty (serial tv, 1966) – dialogi
- Akcja Brutus (film, 1970) – scenariusz
- Samochodzik i templariusze (serial tv, 1971) – scenariusz
- Pan Samochodzik i niesamowity dwór (film, 1986) – scenariusz

### Ekranizacje
- Wyspa złoczyńców (1965) – na podstawie powieści Wyspa Złoczyńców
- Akcja Brutus (1970) – na podstawie powieści Worek Judaszów
- Samochodzik i templariusze (1971) – na podstawie powieści Pan Samochodzik i templariusze
- Pan Samochodzik i niesamowity dwór (1986) – na podstawie powieści Niesamowity dwór
- Pan Samochodzik i praskie tajemnice (1988) – na podstawie powieści Pan Samochodzik i tajemnica tajemnic
- Latające machiny kontra Pan Samochodzik (1991) – na podstawie powieści Pan Samochodzik i złota rękawica
- Pan Samochodzik i templariusze (2023) – na podstawie powieści Pan Samochodzik i templariusze[31]

### Niezrealizowane scenariusze i inne materiały filmowe
W zbiorach Filmoteki Narodowej znajdują się scenariusze i nowele filmowe niezrealizowanych ekranizacji dzieł Zbigniewa Nienackiego.
- Śledztwo w toku (1961), nowela filmowa[32]
- Żegnaj potworze (1965), scenariusz filmu fabularnego[33]
- Dębowe liście (1965), nowela filmowa – pierwowzór literacki powieści Liście dębu[34]
- 5:0 dla mordercy (1966), nowela filmowa – pomysł przerobiony później na Księgę Strachów[35]
- Biały Koń (1968), temat filmowy[36]
- Niesamowity dwór (1971), scenariusz serialu TV – adaptacja powieści Niesamowity dwór[37]
- Noc mieszania krwi (1984), scenariusz filmu fabularnego – adaptacja powieści Raz w roku w Skiroławkach[38]
- Raz w roku w Skiroławkach, (2003), scenariusz serialu TV i scenariusz filmu fabularnego – adaptacja powieści Raz w roku w Skiroławkach[39]

## Ordery i odznaczenia
- Krzyż Kawalerski Orderu Odrodzenia Polski (1982)[40]
- Złoty Krzyż Zasługi[41]
- Medal 10-lecia Polski Ludowej (19 stycznia 1955)[42]
- Odznaczenie im. Janka Krasickiego[43]
- Odznaka „Zasłużony Działacz Kultury”[43]
- Odznaka honorowa „Zasłużony dla Warmii i Mazur”[43]